# Device Forts

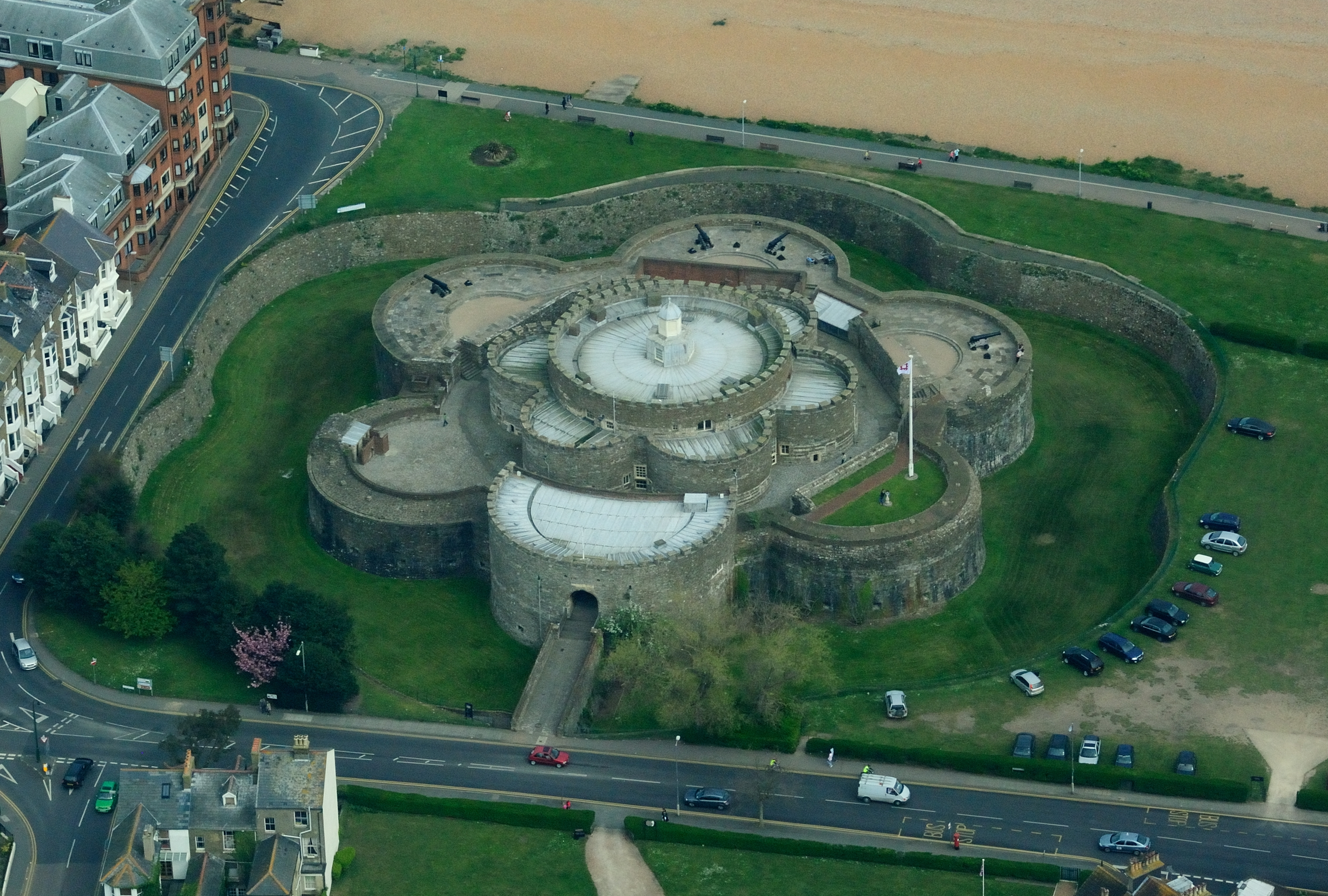
El castillo de Deal, en Kent, fue construido entre 1539 y 1540.

Los Device Forts (literalmente, fuertes defensivos) son una red de fortificaciones construidas a lo largo de la costa sur de Inglaterra como parte de la estrategia defensiva desarrollada personalmente por Enrique VIII en dos fases; la de 1539 y la de 1544. Muchas de estas fortificaciones fueron utilizadas durante la guerra civil inglesa y posteriormente reforzadas durante las guerras napoleónicas y las dos guerras mundiales.

## Primera fase
Los primeros fuertes del programa fueron diseñados con planta concéntrica, bastiones semicirculares y con un perfil bajo, para reducir así al máximo los daños producidos por la artillería, como los de Deal, Sandown (Kent) y Walmer, construidos para proteger a las The Downs, las radas próximas al paso de Calais.

## Segunda fase
La segunda fase, a partir de 1544, incorpora nuevos desarrollos defensivos, como la llamada traza italiana, desarrollada en Italia a finales del siglo XV y principios del XVI, que Enrique incorpora por primera vez en el diseño del castillo de Southsea (1544).